# Arlete Sampaio
Arlete Avelar Sampaio (Itagibá, 28 de junho de 1950) é uma médica e política brasileira. Filiada ao Partido dos Trabalhadores (PT), integra a Câmara Legislativa do Distrito Federal desde 2019, durante a oitava legislatura. Anteriormente, foi deputada distrital na quarta e sexta legislaturas, bem como vice-governadora, de 1995 a 1999.

## Educação, medicina e sindicato
Baiana, Sampaio se tornou moradora de Brasília em 1971. Daquele ano até 1977, quando se formou, estudou na Faculdade de Medicina da Universidade de Brasília. Enquanto cursava medicina, envolveu-se no movimento estudantil e, ao participar de uma greve, foi expulsa pelo reitor José Carlos de Almeida Azevedo. Em virtude de uma ordem judicial, conseguiu retornar à faculdade e, assim, concluir seus estudos. Posteriormente, especializou-se em saúde pública.
Sampaio trabalhou como médica sanitarista, coordenando programas de saúde. Em Ceilândia, chefiou centros de saúde e foi vice-diretora do Hospital Regional. Engajou-se no movimento sindical e, entre 1985 a 1994, dirigiu o Sindicato dos Médicos. Durante o processo pela autonomia política da capital federal, coordenou o Movimento pela Representação Política do DF e fez parte das Diretas Já.

## Carreira política
Sampaio foi uma das fundadores do Partido dos Trabalhadores (PT) e da Central Única dos Trabalhadores (CUT) do DF, Presidiu a Comissão Executiva Regional do PT por mais de um mandato. Candidatou-se pela primeira vez a um cargo público eletivo no pleito de 1986, para uma vaga no Senado Federal, não sendo eleita. Foi a única mulher a concorrer ao Senado naquele ano, em que os eleitores brasilienses elegeram seus representantes para o Congresso Nacional de maneira inédita.
Na eleição de 1990, Sampaio foi candidata a vice-governadora na chapa liderada por Carlos Saraiva, seu colega de partido. A dupla não logrou êxito, alcançando pouco mais de 20% dos votos válidos. Na eleição seguinte, elegeu-se vice-governadora na chapa de Cristovam Buarque, no segundo turno, com 53,8%. Empossada em 1995, coordenou o orçamento participativo e as administrações regionais. Em 1998, concorreu ao Senado pela segunda vez e foi derrotada por Luiz Estevão, recebendo 347 mil votos (36%), ante 460 mil (47,7%) de Estevão.
Sampaio assumiu seu primeiro mandato no legislativo distrital em 2003, após ser eleita no ano anterior com a maior votação para o cargo (35.466 votos). No decorrer da quarta legislatura, presidiu a Comissão de Educação e Saúde e liderou a bancada petista na casa. Em 2005, foi designada relatora da CPI da Saúde. Disputou o governo distrital em 2006, apoiada por uma coligação formada por seis partidos. Obteve 275 mil votos (20,9%), a terceira colocada, atrás da governadora Maria de Lourdes Abadia (23,9%) e do eleito, José Roberto Arruda (50,3%).
Em 2010, Sampaio elegeu-se para seu segundo mandato na Câmara Legislativa. Com 26.376 votos (1,87%), foi a terceira candidata mais votada. Nomeada secretária de Desenvolvimento Social pelo governador Agnelo Queiroz, só assumiu o mandato na sexta legislatura em janeiro de 2012, quando renunciou do governo Queiroz. Não se candidatou à reeleição em 2014, mas retornou ao cargo em janeiro de 2019 após ser eleita, em 2018, com 15.537 votos, ou 1,05%.